# Might and Magic IV: Clouds of Xeen
Might and Magic IV: Clouds of Xeen ist ein Computer-Rollenspiel von New World Computing aus dem Jahr 1992. Es ist der vierte Teil der Rollenspielserie Might and Magic und bildet mit dem Nachfolger, Might and Magic V: Darkside of Xeen, einen zusammenhängenden Handlungsrahmen, die sogenannte World of Xeen. Eine Besonderheit war seinerzeit die technische Kombinierbarkeit der beiden Veröffentlichungen zu einem kombinierten Programm, das den nahtlosen Übergang zwischen den Spielinhalten beider Titel ermöglichte.

## Handlung
Das Spiel eröffnet nach dem drittel Teil, Might and Magic III: Isle of Terra, einen neuen Handlungsstrang mit der neuen Spielwelt Xeen, die vom finsteren Lord Xeen bedroht wird. Dieser war einst unter dem Namen Roland der Glänzende bekannt und als Streiter des Guten ausgezogen, um das „Land unter dem Land“ zu suchen. Als er zurückkehrte, war er von dunkler Magie verändert worden und versucht seither mit absoluter Skrupellosigkeit das Land von König Burlock zu unterjochen. Für den Erfolg seines Plans benötigt er jedoch noch ein Artefakt, den sechsten Spiegel.

## Spielprinzip
Das Spiel ist spielmechanisch eine sanfte Weiterentwicklung des dritten Teils. Der Spieler kann wahlweise eine vorgenerierte, sechsköpfige Heldengruppe übernehmen oder sich seine Begleiter selbst aus einem Pool von zehn Klassen und fünf Rassen selbst erstellen. Das Charaktersystem besteht aus 17 unterschiedlichen Fähigkeiten, in denen die Figuren ausgebaut werden können. Beim Schwierigkeitsgrad besteht die Wahl zwischen einem Adventure- und einem Warrior-Modus, der sich in der Zahl der Gegner unterscheidet. Der Spielbildschirm besteht aus einem Sichtfenster auf die dreidimensional wirkende Spielwelt. Unterhalb und am rechten Seitenrand befinden sich Bedienelemente und Informationsgrafiken. Die Figuren werden per Maus oder Tastatur durch die Spielwelt gelenkt, Kämpfe finden in Runden statt. Das Spiel besitzt eine Automap-Funktion, die neben der Umgebung auch Informationen wie Questhinweise und Koordinaten erfasst.

## Rezeption
„Clouds of Xeen kann nicht ganz mit den 'Giganto'-Rollenspielen der Größenordnung Ultima Underworld und Dark Savant mithalten, behauptet sich jedoch recht gut. Durch einige Verbesserungen im Detail und den gemäßigten Schwierigkeitsgrad bietet es eine echte Steigerung gegenüber dem Vorgänger.“

“The World is rather empty of everyday people, and this in turn makes it hard to have anything beyond a barebones story. A more populated world, with a more solid foundation, would go a long way to beefing up the enjoyment of the game.”

„Die Welt hat kaum Alltagsbevölkerung und das macht es schwer, irgendwas über eine minimale Kernhandlung hinaus zu bekommen. Eine stärker bevölkerte Welt, mit einer solideren Basis, würde einiges dazu beitragen den Spielspaß aufzuwerten.“